# Ахзів

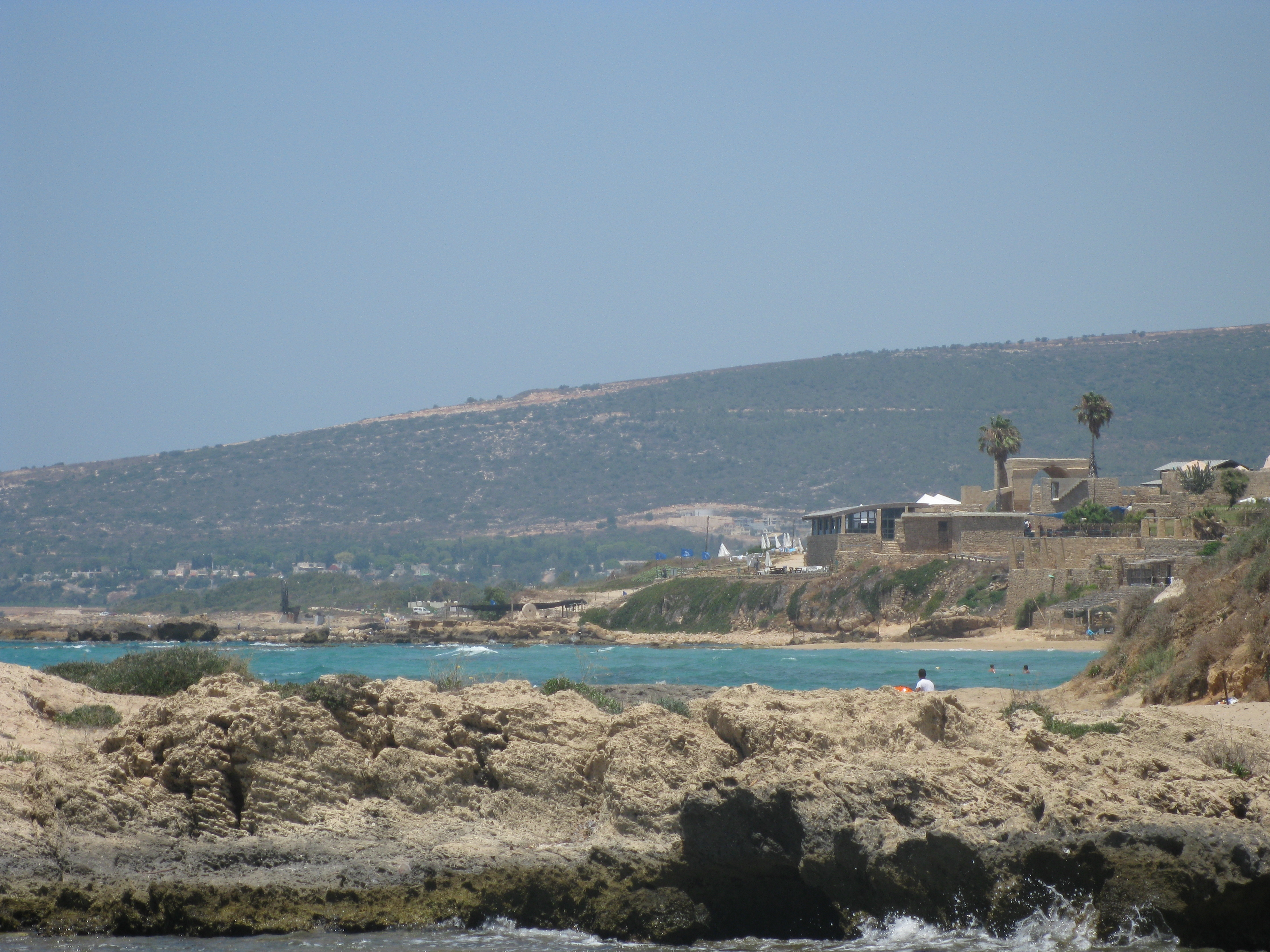

Ахзів, Екдіппа (івр. אכזיב) — стародавнє місто на узбережжі Середземного моря, руїни якого розташовані за 15 км на північ від Акко на території Ізраїлю. Нині — національний парк.
Перше поселення на місці Ахзіва було збудоване за часів енеоліту. Пізніше заселене фінікійцями.
Цар Давид приєднав Ахзів до Ізраїлю, проте вже Соломон повернув його Тіру.
З часів Сінаххеріба — під владою Ассирії, потім — Вавилону і Персії. За доби Селевкідів отримав еллінізовану назву Екдіппа і був підпорядкований сусідній Акрі. Під назвою Хзів згаданий Йосифом Флавієм і Євсевієм.
За візантійських часів був перетворений на фортецю, перебудовану згодом хрестоносцями. З часів Балдуїна III Ахзів іменували «Замком Умберта».
За мамлюків камені зруйнованого замку були використані для будівництва поселення арабів-християн, яке отримало ім'я Аз-Зееб.